# Cucuio
De cucuio (cocuie) van West-Indië is een fabeldier. Het is een insectachtige vogel met de grootte van een duim. De cucuio heeft vier vleugels en ogen die schijnen als lampen. Als deze ogen veelvuldig gebruikt worden, worden ze fletser en moet het dier vrijgelaten worden. Ook zou het vogeltje ogen onder zijn vleugels hebben, maar deze geven alleen licht als hij vliegt. 
Mensen zouden de cucuio vangen om als lichtbron te dienen. Een voordeel hiervan, is dat ze niet zullen uitgaan door regen of wind. Een paar van deze dieren kunnen kaarsen of fakkels vervangen. In Indië zou men ze in het donker meedragen om de weg te verlichten. De luminescentie uit dode cucuio's kan als lichtgevende verf gebruikt worden.
De cucuio zou verwant zijn aan de ercinee en de alicanto, eveneens fabeldieren.
De cucuio is waarschijnlijk afgeleid van de vuurvlieg.